# Pristidia
Genre
Pristidia est un genre d'araignées aranéomorphes de la famille des Clubionidae.

## Distribution
Les espèces de ce genre se rencontrent en Asie du Sud-Est et en Asie de l'Est.

## Liste des espèces
Selon World Spider Catalog (version 18.5, 17/08/2017) :
- Pristidia cervicornuta Yu, Zhang & Chen, 2017
- Pristidia longistila Deeleman-Reinhold, 2001
- Pristidia prima Deeleman-Reinhold, 2001
- Pristidia ramosa Yu, Sun & Zhang, 2012
- Pristidia secunda Deeleman-Reinhold, 2001
- Pristidia viridissima Deeleman-Reinhold, 2001

## Publication originale
- Deeleman-Reinhold, 2001 : Forest spiders of South East Asia: with a revision of the sac and ground spiders (Araneae: Clubionidae, Corinnidae, Liocranidae, Gnaphosidae, Prodidomidae and Trochanterriidae. Brill, Leiden, p. 1-591.